# 남희성
남희성은 대한민국의 판타지 문학 작가이다.

## 작품

### 판타지 소설
- 《하이마(2004)》 - 7권 완결[1]
- 《어둠의 군주(2004)》- 5권 완결[2]
- 《태양왕(2005)》 - 7권 완결[3]
- 《천년마법사(2006)》- 6권 완결[4]
- <새벽여행자(2015)>- 5권 완결

### 게임 판타지 소설
- 《달빛조각사(2007)》-58(완결)권까지 발매
- 달빛조각사 : 아빠는 전설이다 - 연재중